# Meistershofen
Meistershofen ist ein Stadtteil von Friedrichshafen am Bodensee, der zur Kernstadt gehört.

## Geschichte
Erstmals wurde Meistershofen im Jahr 1255 urkundlich erwähnt. Der Ritter Werner von Raderach verkaufte am 25. Oktober dieses Jahres einen Hof zu Jettenhausen und ein kleines Gut in Oberailingen an das Kloster Kreuzlingen.
Im Jahr 1414 war die Deutschordenskommune Mainau im Besitz von Meistershofen.
1812 gehörte Meistershofen zur Schultheißerei Hagendorn und ab 1838 gehörte es zur Gemeinde Berg. 1850 war die Gemeinde Schnetzenhausen durch die Teilung der Gemeinde Berg gebildet worden. In ihr gingen Meistershofen zusammen mit Heiseloch, Jettenhausen und Waggershausen auf.

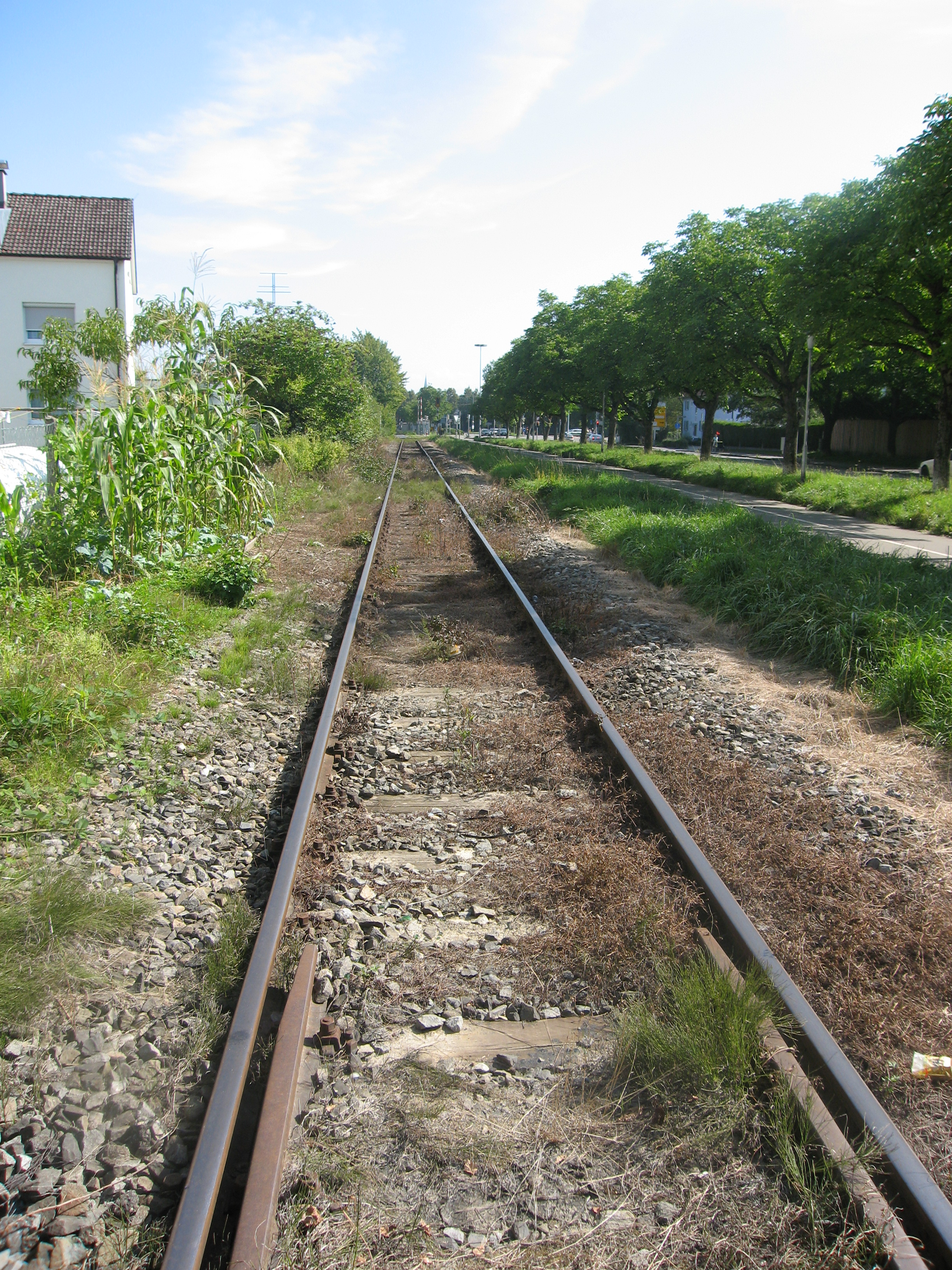
Gleise der Teuringertal-Bahn entlang der Mühlöschstraße, Friedrichshafen

Waren es 1915 noch 52 Einwohner, so waren es mit der wachsenden Industrialisierung 1933 bereits 80 Personen, und 1935 wurden 261 Einwohner gezählt. Am 1. April 1914 wurde ein Teil von Meistershofen gemeinsam mit Teilen von Jettenhausen und Waggershausen nach Friedrichshafen umgegliedert. Am 1. April 1937 kam auch der Rest zu Friedrichshafen.

## Verkehr
1922 wurde die Bahnstrecke Friedrichshafen–Oberteuringen der Teuringertal-Bahn (TTB) eröffnet, wobei Meistershofen einen Haltepunkt erhielt. In den 1950er und 1960er Jahren wurde der Bahnbetrieb reduziert und schließlich ganz eingestellt.

## Kultur und Sehenswürdigkeiten

### St.-Blasius-Kapelle
Diese Kapelle in Meistershofen ist dem Hl. Blasius, einem der 14 Nothelfer, geweiht. Es ist ein gut erhaltener, nur wenig veränderter Bau aus dem 11./12. Jahrhundert. Die Blasiuskapelle ist ein im Kern romanisches Bauwerk. Der Turm wurde später errichtet ist aber auch noch romanisch. An das kurze Schiff schließt ein quadratischer Chor.